# Filomatemático
Un filomatemático (del griego φίλος: "amado"; y μανθάνω: "aprender") es un amante del aprendizaje y el estudio. Este concepto se diferencia de filaletes, "amante de la verdad" y de filósofo "amante de la sabiduría o conocimiento"; pues el filomatemático es aquel que valora el proceso de adquisición más que el conocimiento en sí mismo. Tampoco es sinónimo de polímata, pues éste es alguien que posee conocimientos de una variedad (πολύ) de disciplinas, mientras que un filomatemático es alguien que disfruta aprendiendo y estudiando.

## Uso
El cambio en el significado de μάθημα (mathema) probablemente es un resultado de la categorización durante el tiempo de Platón y Aristóteles de esta palabra en términos de educación: aritmética, geometría, astronomía, y música (el quadrivium), los cuales formaban una "agrupación natural" de preceptos matemáticos o "doctrina mathematica".
En un diálogo filosófico escrito por Jacobo I de Inglaterra, Filomates (Philomates, en el original) debate si los conceptos religiosos antiguos de brujería tendrían que ser castigados en una sociedad cristiana de visión política. El interlocutor de Filomates, Epistemón, basa sus conceptos en un razonamiento teológico que considera las creencias de la sociedad como sus adversarias; Filomates, toma una postura por encima de los aspectos legales de la sociedad pero busca entender a Epistemón. Es decir, se representa un acercamiento filomatemático al conocimiento caracterizado por la epistemología